# Jamberoo
Jamberoo là một chi nhện trong họ Stiphidiidae.